# The Lady (gebouw)
The Lady (De dame) is een gebouw uit 2024 aan de P.C. Hooftstraat in Amsterdam-Zuid.
De P.C. Hooftstraat werd eind 19e eeuw volgebouwd met panden in de toen gangbare stijl en naar toenmalige behoeften. Na een eeuw bleek een aantal daarvan niet meer te (kunnen) voorzien in de behoeften van de nieuwe gebruikers. Dit resulteerde in beperkte nieuwbouw (enkele gebouwen) tussen die 19e-eeuwse architectuur. Dat gold ook voor P.C. Hooftstraat 123 gelegen tussen woon/winkelpanden met een donkere uitstraling middels donkerbruin baksteen dan wel baksteen voorzien van een haast zwarte verflaag. Dat gebouw moest bruikbaar gemaakt worden voor een vestiging van Dolce & Gabbana. De vastgoedeigenaar schakelde Dok Architecten met architect Liesbeth van der Pol en Gietermans & Van Dijk Architecten in om te komen met een nieuw pand. Van der Pol, verantwoordelijk voor het geveldeel, werd daarbij naar eigen zeggen geïnspireerd door de bakstenen beelden van Hildo Krop, dat door het gebruik schuine vlakken vanuit elke hoek een andere lichtval met resultaat krijgt. Ze vond bovendien dat Krop erdoor een perfecte mengeling kreeg van elegantie en stoerheid. Van der Pol vertaalde dat naar “haar gebouw” dat tussen 2020 en 2024 werd bedacht en gebouwd. Lange verticale lijnen moesten voor de stoerheid zorgen, schuine vlakken voor de elegantie. Om Krop te kunnen blijven citeren werden de bakstenen in een ringoven gebakken, vervolgens werden geveldelen samengesteld waarna ze in de fabriek dan wel op de bouwplaats bewerkt werden. Opvallend tegenover de oorspronkelijke bouw is het gebruik van diep gelegen grote glasvlakken, die weer schuin op de schuinstaande bakstenen constructie staan. Verwijzend naar het toekomstig gebruik omschreef Van der Pol het als "Stoere dame op hoge hakken". Onopvallend is dan weer dat de kroonlijst aansluit bij twee buurpanden.
Architectuurcentrum ARCAM vond het een van de tien meestbelovende gebouwen van 2023 (toen het nog in aanbouw was). Architectuurkenner Jaap Huisman was het daarmee eens; zijn oog viel vooral op de “warme uitstraling" van het gebruikte baksteen ten opzichte van de grauwheid van belendende percelen. Hij vond net als de gebruiker in het gebouw een Gaudiaanse uitstraling hebben met invloeden van de organische architectuur en Amsterdamse School, waarbinnen Krop juist werkte. De plaatsing van diepe vensters geeft de voorgevel een zekere mate van plasticiteit.
Minder lovend was de Vereniging Vrienden van de Amsterdamse Binnenstad, die het een aantasting vindt van het 19e-eeuwse beeld van de P.C. Hooftstraat. De Vrienden hadden het dat jaar al moeilijk met de nieuwbouw op Heineken Hoek, waarbij hetzelfde euvel was ontstaan, aldus Huisman.